# Monkey Man
Monkey Man ist ein Action-Thriller und das Regiedebüt von Dev Patel. Er ist in dem Film selbst auch in der Hauptrolle zu sehen und spielt einen Mann, der sich inspiriert von der affengesichtigen Gottheit Hanuman in einer fiktiven asiatischen Metropole über Wasser hält, indem er sich Nacht für Nacht mit einer Gorillamaske bei Kämpfen gegen Geld blutig schlagen lässt. Die Premiere des Films erfolgte im März 2024 beim South by Southwest Film Festival. Der Kinostart war im April 2024.

## Handlung
Nach einem Massaker in seinem Heimatdorf versucht ein junger Mann in der Stadt Yatana über die Runden zu kommen. Seinen Lebensunterhalt verdient sich Kid durch illegale Kämpfe. Dabei lässt er sich, sein Gesicht hinter einer Affenmaske verborgen, Nacht für Nacht von bekannteren Gegnern in blutigen Kämpfen zusammenschlagen.
Doch selbst nach vielen Jahren sinnt der junge Mann noch immer auf Rache an den „Besitzenden“ und denen, die ihm alles genommen haben, als er noch ein Kind war. Er nimmt sich die hinduistische Gottheit Hanuman zum Vorbild und setzt seinen ausgeklügelten Plan in die Tat um. Sein Training erweist sich hierbei als nützlich.
Kid nennt sich Bobby und bittet Queenie um einen Job in ihrem exklusiven Luxusclub „King“, in dem Politiker und Geschäftsleute ein- und ausgehen. Sie gibt ihm eine Chance, und er beginnt in der Küche und arbeitet sich schließlich ganz nach oben. Auf diese Weise versucht Kid an den Polizeichef Rana Singh heranzukommen, der einst seine Mutter Neela tötete und nun im Club zu den Stammgästen gehört.

## Produktion

### Filmstab und Besetzung

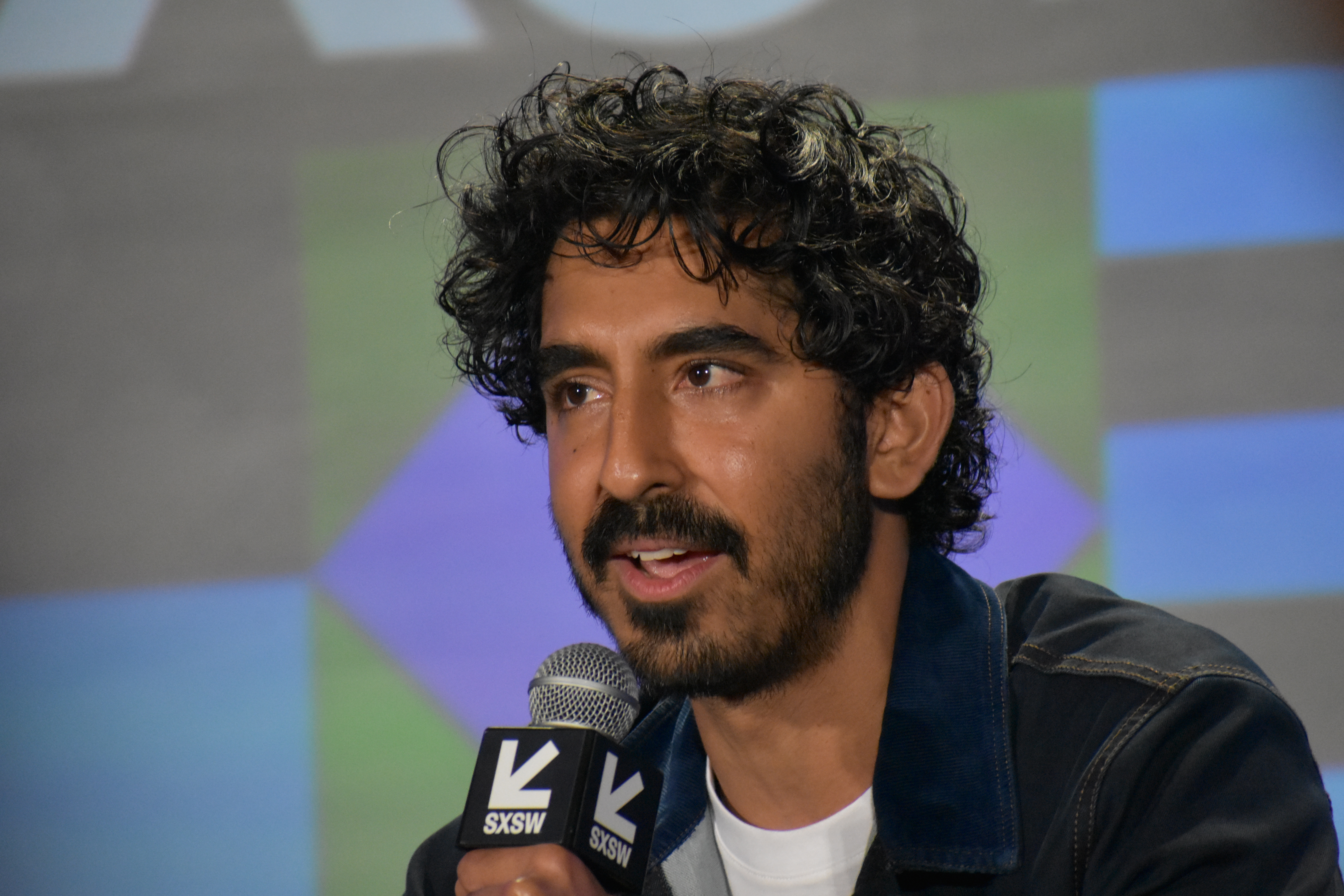
Bei Monkey Man handelt es sich um das Spielfilmdebüt von Dev Patel, hier bei der Premiere beim South by Southwest Film Festival

Es handelt sich bei Monkey Man um das Spielfilmdebüt von Dev Patel als Regisseur, der zuvor die Kurzfilme Roborovski und Home Shopper realisierte. Gemeinsam mit Paul Angunawela und John Collee schrieb er auch das Drehbuch, produzierte den Film gemeinsam mit Basil Iwanyk, Erica Lee, Jomon Thomas, Samarth Sahni, Christine Haebler und Anjay Nagpal und besetzte sich selbst für die Hauptrolle. In erster Linie sei sein Film eine Rachegeschichte, in der es um darum geht, wie sich die Kraft des Glaubens nutzen lässt, so Patel: „Glaube und Religion sind in Politik und Gesellschaft ein wichtiges, durchaus gefährliches Instrument, mit denen sich große Menschengruppen mobilisieren und extreme Wut erzeugen lassen. Aber gleichzeitig sind sie eben auch ein Weg, gerade jungen Menschen Philosophie, Moral und Integrität mitzugeben.“
Adithi Kalkunte, die mit Patel bereits für Hotel Mumbai vor der Kamera stand, spielt in Rückblenden seine Mutter Neela und Sikandar Kher ihren Mörder, den Polizisten Rana. Der Schauspieler Vipin Sharma ist in der Rolle der Tempelpriesterin Alpha zu sehen, die Führerin einer Hijra-Gemeinschaft ist. Makarand Deshpande, bekannt aus dem indischen Actionfilm RRR, spielt den Guru Baba Shakti. Die Inderin Ashwini Kalsekar spielt Queenie, die Besitzerin des „Kings“, einem exklusiven Luxusclub, in dem Politiker und Geschäftsleute zusammenkommen. Die indische Schauspielerin Sobhita Dhulipala spielt die dort arbeitende Escortdame Sita. Der aus einer Reihe von Bollywood-Filmen bekannte Pitobash ist in der Rolle von Alphonso zu sehen, der im „Kings“ für die Drogenversorgung verantwortliche Laufbursche. Der Inder Zakir Hussain, der als der profilierteste lebende Tabla-Spieler gilt, spielt auch im Film einen Tabla-Spieler, der Kid beim Training hilft, sich zu fokussieren. Hussain wirkte bereits in einer Reihe von Filmen als Musiker mit, so 1979 bei Francis Ford Coppolas Apocalypse Now, 1993 komponierte und spielte er die Musik für Ismail Merchants Film In Custody und Bernardo Bertoluccis Little Buddha und 2003 für Vijay Singhs Film One Dollar Curry. In weiteren Rollen zu sehen sind der Südafrikaner Sharlto Copley als Tiger, der die Untergrund-Kämpfen organisiert, und der französische Kampfsportler und Stuntman Brahim Chab.

### Inspirationen und religiöse und kulturelle Bezüge

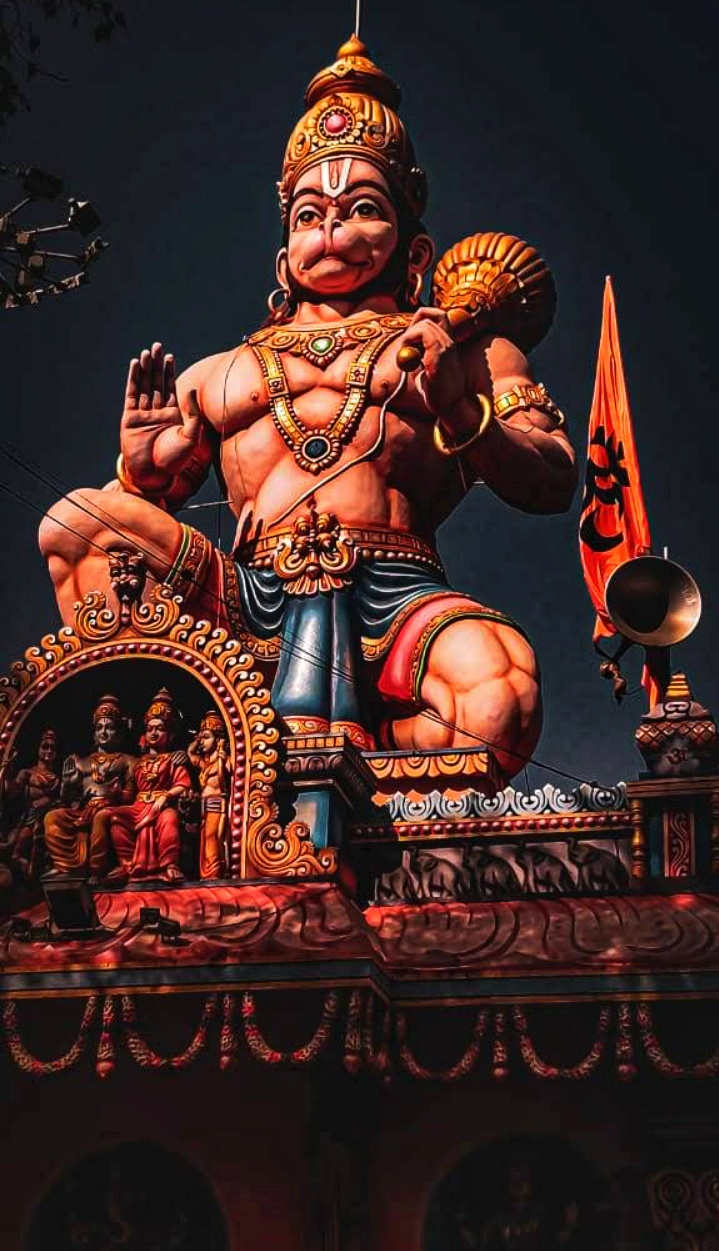
In Monkey Man überträgt Dev Patel den Mythos um die Hindu-Gottheit Hanuman in das Indien der Gegenwart

Die Inspiration für die Geschichte ist ein alter hinduistischer Mythos, der Patel von seinem Großvater erzählt wurde, über die Gottheit Hanuman, die halb Mensch, halb Affe ist. Die Geschichten über ihn hätten ihn von allen aus der indischen Mythenwelt nach eigenen Aussagen am meisten begeistert: „Ich habe nie verstanden, warum er nicht ein weltbekannter Superheld à la Superman war. Denn er ist eine so spannende Figur: stark, mutig und integer, aber auch ein Außenseiter, der erst wieder daran erinnert werden muss, welche Kräfte in ihm schlummern“, so Patel.
Hanumans Geschichte wird in dem hinduistischen Epos Ramayana erzählt. Normalerweise hat er ein Affengesicht und einen muskulösen, großen menschlichen Körper. Aber auch in verschiedenen anderen Formen ist er bekannt, etwa mit zehn Armen und fünf Köpfen. Die Gottheit verkörpert Stärke, Selbstdisziplin und Mut. In Monkey Man überträgt Patel den Mythos um die Hindu-Gottheit in das Indien der Gegenwart.
Weiter erklärte Patel von Bruce-Lee-Filmen inspiriert worden zu sein, mit denen er aufwuchs, und darüber hinaus von den Filmen der John-Wick-Reihe, den The-Raid-Filmen von Gareth Evans und dem koreanischen Kino.
Etwa in der Mitte des Films wird Kid von einer Hijra-Gemeinschaft aufgenommen. Dieses traditionelle „dritte Geschlecht“, das einst einen heiligen Status besaß, wurde während der britischen Kolonialherrschaft aus der Kultur verbannt. Monkey Man plädiert für eine Solidarität zwischen vertriebenen Dorfbewohnern und der Hijra.

### Dreharbeiten und Filmmusik
Der Film sollte im Jahr 2020 in Indien gedreht werden, musste aufgrund der Coronavirus-Pandemie nach Indonesien verlegt werden. Gedreht wurde schließlich bis Anfang März 2021 in und auf Batam in Indonesien, einer Insel unmittelbar südlich von Singapur, passend zum Film, weil Batam eine der am schnellsten wachsenden Städte Indonesiens ist und mitunter sogar als Stadt mit dem weltweit höchsten Bevölkerungswachstum beschrieben wird. Als Kameramann fungierte der Israeli Sharone Meir.
Die Filmmusik komponierte Jed Kurzel, der zuletzt für die Filme Nitram seines Bruders Justin Kurzel und Samaritan und The Pope’s Exorcist von Julius Avery tätig war. Ursprünglich war Volker Bertelmann mit dieser Arbeit betraut. Das Soundtrack-Album mit insgesamt 32 Musikstücken wurde am 5. April 2024 von Back Lot Music als Download veröffentlicht. Darunter finden sich auch Stücke von der indischen Folk-Metal Band Bloodywood und Zakir Hussain.

### Marketing und Veröffentlichung
Netflix sicherte sich für rund 30 Millionen US-Dollar die weltweiten Rechte an Monkey Man, zu einem Zeitpunkt, als der Film noch nicht abgedreht war. Der Streamingdienst wollte den Film im Laufe des Jahres 2022 in sein Programm aufnehmen und im gleichen Jahr in die Kinos bringen. Der Film wurde später auf Betreiben des Produzenten Jordan Peele an Universal Pictures verkauft, und der Kinostart in den USA letztlich auf den 5. April 2024 angesetzt. Am vorherigen Tag kam er in die deutschen und Deutschschweizer Kinos. Die Weltpremiere des Films fand bereits am 11. März 2024 beim South by Southwest Film Festival statt.
Ein erster Trailer wurde Ende Januar 2024 vorgestellt. Ein etwas längerer Clip wurde am Tag der Premiere vorgestellt. Im März 2024 wurde der zweite offizielle Trailer vorgestellt.

## Rezeption

### Altersfreigabe
In den USA erhielt der Film von der MPAA ein R-Rating, was einer Freigabe ab 17 Jahren entspricht. In Deutschland erhielt der Film von der FSK keine Jugendfreigabe.

### Kritiken und Einspielergebnis
Von den bei Rotten Tomatoes aufgeführten Kritiken sind 89 Prozent positiv bei einer durchschnittlichen Bewertung mit 7,4 von 10 möglichen Punkten, womit er aus den 25. Annual Golden Tomato Awards als Erstplatzierter unter den Action- und Abenteuerfilmen des Jahres 2024 hervorging. Bei Metacritic erhielt der Film einen Metascore von 72 von 100 möglichen Punkten.
Christopher Diekhaus, Filmkorrespondent der Gilde deutscher Filmkunsttheater, schreibt in seiner Kritik, das Plot-Gerüst unterscheide sich nicht groß vom Aufbau anderer Vergeltungsthriller, jedoch machten politische Untertöne, Kuriositäten und kleine Details aus Monkey Man einen Film, der das übliche Ein-Mann-räumt-auf-Muster sprengt. Hervorstechend sei auch der kritische Blick auf die Ausbeutung von Frauen, die Unterdrückung der Armen und Entrechteten durch eine korrupte Oberschicht. Immer wieder lasse Monkey Man sein Herz für Außenseiter, Menschen am Rande der Gesellschaft aufblitzen. Dev Patel habe hohe Ambitionen, zur Wahrheit gehöre aber auch, dass einige Ideen halbgar blieben.
Die weltweiten Einnahmen des Films aus Kinovorführungen belaufen sich auf 35,3 Millionen US-Dollar.

### Auszeichnungen
Astra Film Awards 2024
- Nominierung als Bester Debütfilm (Dev Patel)
- Nominierung als Bester Action- oder Science-Fiction-Film[40]

British Academy Film Awards 2025
- Nominierung für die Beste Nachwuchsleistung (Dev Patel)[41]

Columbus Film Critics Association Awards 2024
- Nominierung als Bester Nachwuchsfilmkünstler (Dev Patel, als Schauspieler, Regisseur, Produzent und Drehbuchautor)[42]

Critics’ Choice Super Awards 2025
- Nominierung als Bester Actionfilm
- Nominierung als Bester Schauspieler in einem Actionfilm (Dev Patel)

International Film Festival of Australia 2024
- Auszeichnung für die Beste internationale Regie (Dev Patel)[43]

London Critics’ Circle Film Awards 2025
- Nominierung für den Philip French Award (Dev Patel)[44]

San Diego Film Critics Society Awards 2024
- Nominierung für das Beste FIlmdebüt (Dev Patel)
- Nominierung für die Beste Stunt-Choreografie[45]

Saturn Awards 2025
- Nominierung als Bester internationaler Film

Seattle Film Critics Society Awards 2024
- Nominierung für die Beste Action-Choreografie (Udeh Nans und Brahim Achabbakhe)[46]

South by Southwest Film Festival 2024
- Auszeichnung mit dem Publikumspreis[47]

## Synchronisation
Die deutsche Synchronisation entstand nach einem Dialogbuch und der Dialogregie von Marius Clarén im Auftrag der Iyuno Germany GmbH in Berlin.

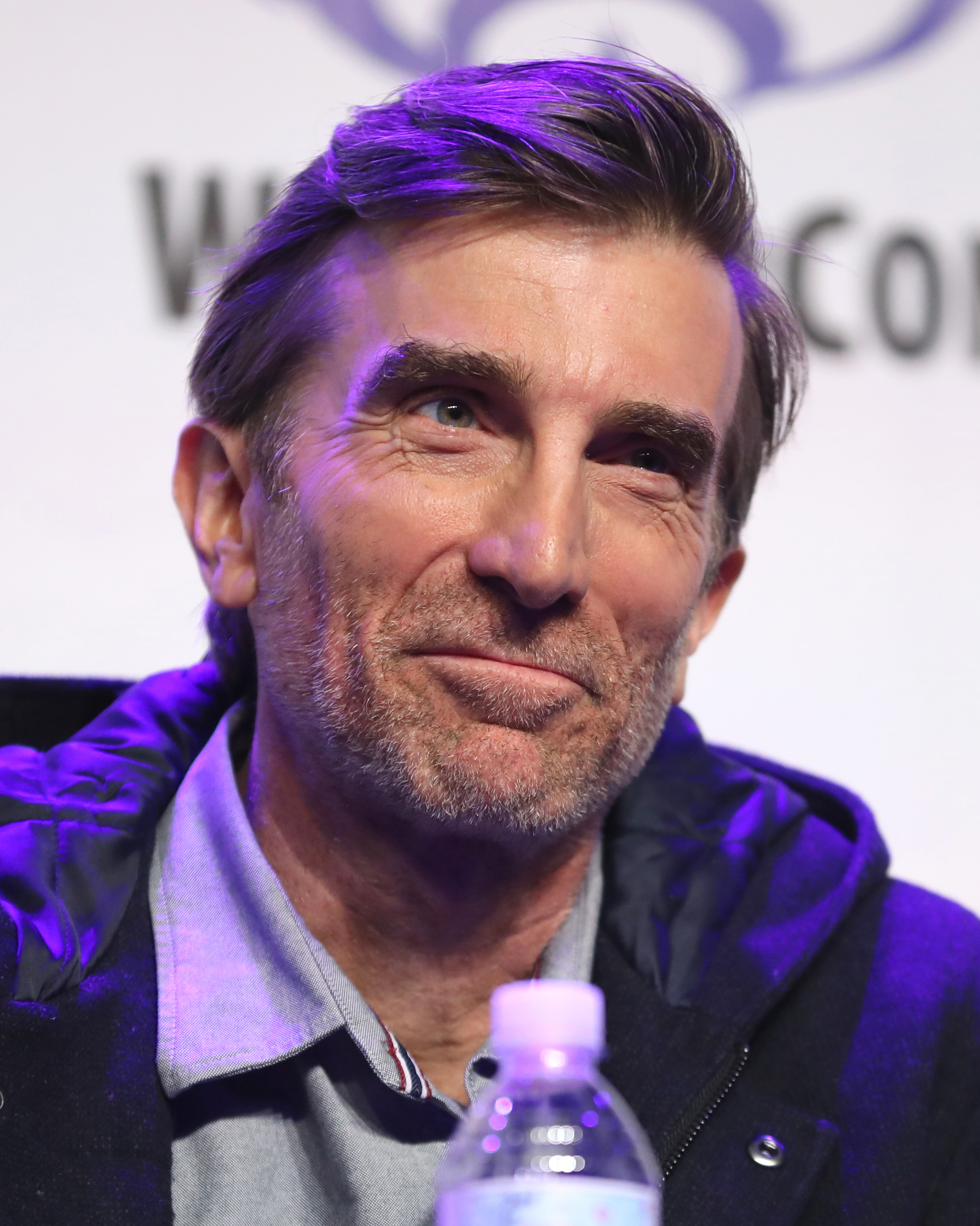
Sharlto Copley spielt Tiger

| Darsteller          | Synchronsprecher   | Rolle                    |
| ------------------- | ------------------ | ------------------------ |
| Dev Patel           | Julius Jellinek    | Kid / Bobby / Monkey Man |
| Sharlto Copley      | Jaron Löwenberg    | Tiger                    |
| Vipin Sharma        | Erich Räuker       | Alpha                    |
| Pitobash Tripathy   | Marius Clarén      | Alphonso                 |
| Makrand Deshpande   | Martin Kautz       | Baba Shakti              |
| Joseph J.U. Taylor  | Dennis Schmidt-Foß | Gerrard                  |
| Harshit Mahawar     | Melina Witez       | Lucky                    |
| Adithi Kalkunte     | Marieke Oeffinger  | Neela                    |
| Winai Wiangyangkung | Matti Klemm        | Pimp                     |
| Sikandar Kher       | Sascha Rotermund   | Polizeichef Rana Singh   |
| Sobhita Dhulipala   | Lea Kalbhenn       | Sita                     |